# Błękitny nadolbrzym

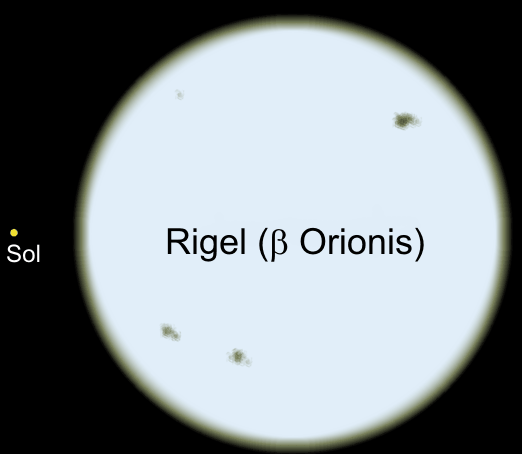
Porównanie rozmiarów Słońca i błękitnego nadolbrzyma (Rigel)

Błękitny nadolbrzym (lub niebieski nadolbrzym) – gwiazda o typie widmowym O lub B należąca do I klasy jasności.
Błękitne nadolbrzymy są wyjątkowo gorące i jasne. Temperatura na ich powierzchni wynosi od 20 000 do 50 000 K, co powoduje, że znaczna część energii gwiazdy zostaje wypromieniowana w zakresie nadfioletu, niewidzialnego dla ludzkich oczu. Ich masa zwykle zawiera się w przedziale od 10 do 50 mas Słońca, a promień dochodzi do 25 promieni Słońca. 
Gwiazdy te występują bardzo rzadko i należą do najgorętszych, największych i najjaśniejszych gwiazd we Wszechświecie. Żyją krótko, bo tylko 10 do 50 milionów lat.
Najbardziej znanym przykładem błękitnego nadolbrzyma jest Rigel (typ B8) – najjaśniejsza gwiazda w gwiazdozbiorze Oriona, mająca masę 20-krotnie większą od Słońca, ale świecąca 60 000 razy jaśniej.